# Diamond 〜キボウノシルシ〜
「Diamond 〜キボウノシルシ〜」（ダイアモンド キボウノシルシ）は、日本のタレント・若槻千夏の楽曲で、2枚目のシングル（品番:VFCD-11011）。2004年4月7日にエイベックスの「Disc Du Soleil」（ディスク・ドゥ・ソレイユ）から発売。

## 収録曲
出典：
- 全曲、編曲:ats-

1. Diamond 〜キボウノシルシ〜
作詞:rom△ntic high　作曲:monk
  - PS2用ソフト「enjoy! Baseball」テーマソング
2. あなたのいない雨
作詞:Yuko Ebine　作曲:瀧川潤
  - 呪霊 劇場版 〜黒呪霊〜 主題歌
3. Diamond 〜キボウノシルシ〜（Instrumental）
4. あなたのいない雨（Instrumental）

## 収録アルバム
- 『Girl's BOX 〜Best Hits Compilation〜』